# P1Harmony
P1Harmony (hangul: 피원하모니, akronim: P1H) – południowokoreański boysband utworzony przez FNC Entertainment. Grupa składa się sześciu członków: Keeho, Theo, Jiung, Intak, Soul i Jongseob. Grupa została przedstawiona w filmie P1H: The Beginning of a New World 27 sierpnia 2020 roku, a zadebiutowała 28 października ze swoim minialbumem Disharmony: Stand Out.

## Historia

### Przed debiutem
Przed debiutem Jongseob był uczestnikiem reality show SBS K-pop Star 6: The Last Chance jako członek Boyfriend. Wygrał program, a następnie podpisał kontrakt z YG Entertainment. Dwa lata później dołączył do survivalowego reality show YG, YG Treasure Box, jako członek Group C, ale został wyeliminowany w 9. odcinku. Po opuszczeniu YG Entertainment przeniósł się do FNC Entertainment i ostatecznie zadebiutował z grupą.
W 2018 Intak pojawił się jako gość 10. odcinka programu rozrywkowego JTBC, I've Fallen For You.

### 2020: debiut zDisharmony: Stand OutiDisharmony: Stand Out

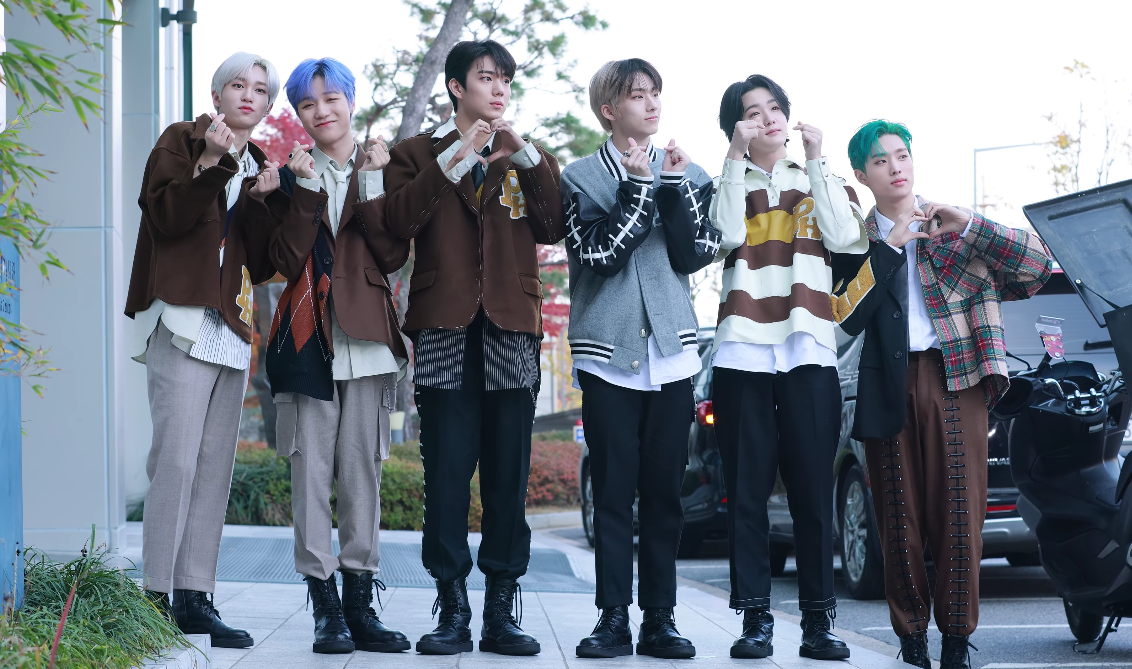
P1Harmony na Show! Music Core 14 listopada 2020

W sierpniu 2020 roku FNC Entertainment ogłosiło, że przygotowuje się do debiutu nowego boysbandu. 27 grudnia firma opublikowała zwiastun debiutanckiego filmu grupy P1H: The Beginning of a New World, który opisali jako projekt łączący k-pop i k-movie.
8 października odbyła się premiera filmu grupy P1H: The Beginning of a New World.

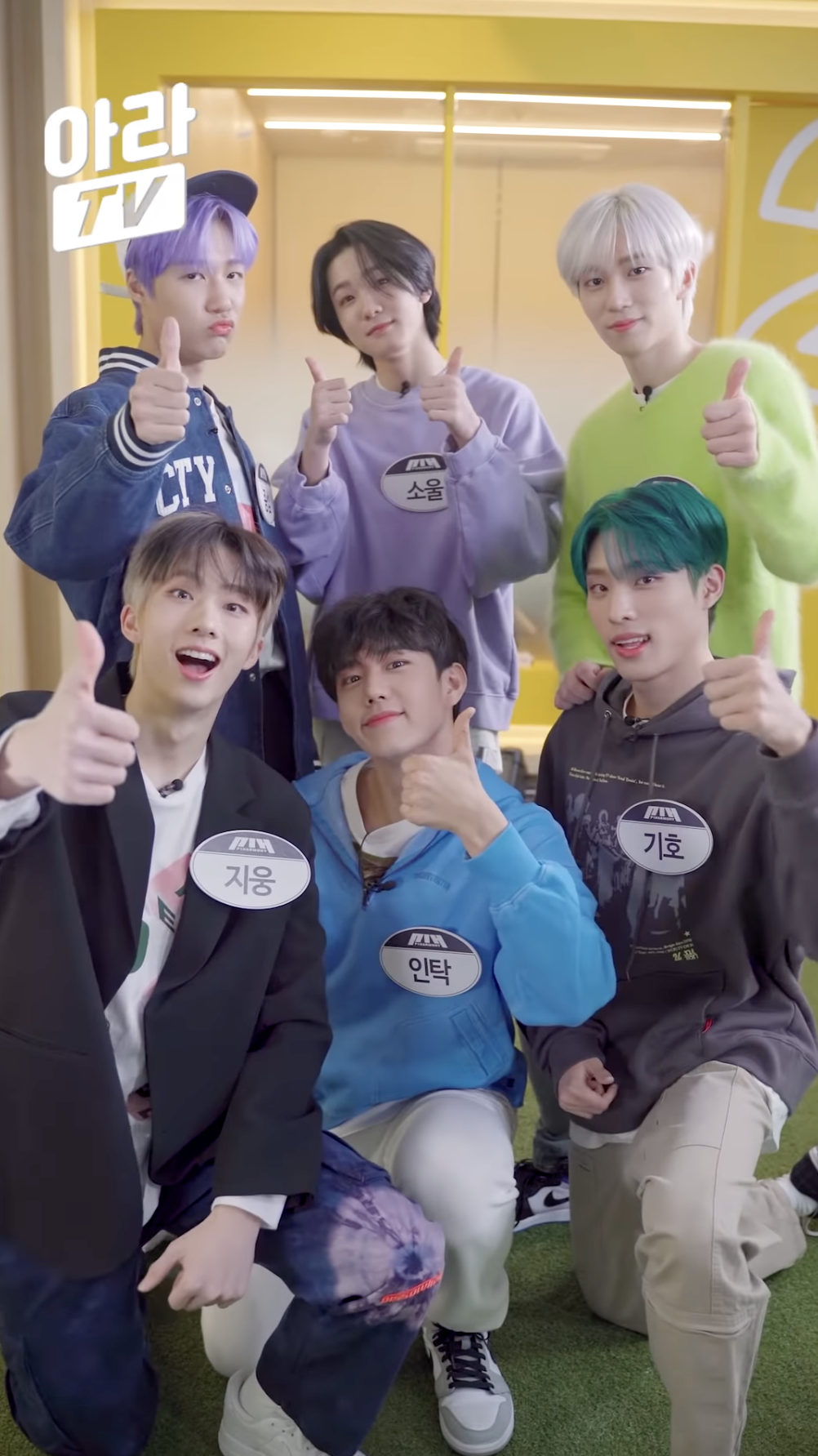
P1Harmony w ARATV 24 listopada 2020

28 października grupa zadebiutowała ze swoim minialbumem Disharmony: Stand Out i jego głównym singlem „Siren”.
29 grudnia grupa wydała pełną wersję singla „Breakthrough” w ramach współpracy z magazynem DAZED, zatytułowanej „MIX HARMONY”. Utwór powstał na podstawie jednego z ich utworów „Intro; (틀) Breakthrough”.

### 2021–2022:Disharmony: Break Out,Disharmony: Find Out, Gotta Get Back, Harmony: Zero In i Harmony: Set In
20 kwietnia 2021 roku grupa wydała swój drugi minialbum Disharmony: Break Out i jego główny singiel „Scared”.
3 stycznia 2022 roku grupa wydała swój trzeci minialbum Disharmony: Find Out i jego główny singiel „Do It Like This”.
28 stycznia grupa ogłosiła, że wyruszy w swoją pierwszą trasę koncertową 2022 P1Harmony LIVE TOUR [P1ustage H: PEACE]. Ich pierwszy koncert miał miejsce 26 lutego w Seulu, a od 11 marca odwiedzili osiem miast w Stanach Zjednoczonych. Trasa zakończyła się 18 maja.
10 marca grupa wydała angielską wersję utworu „Do it Like This”.

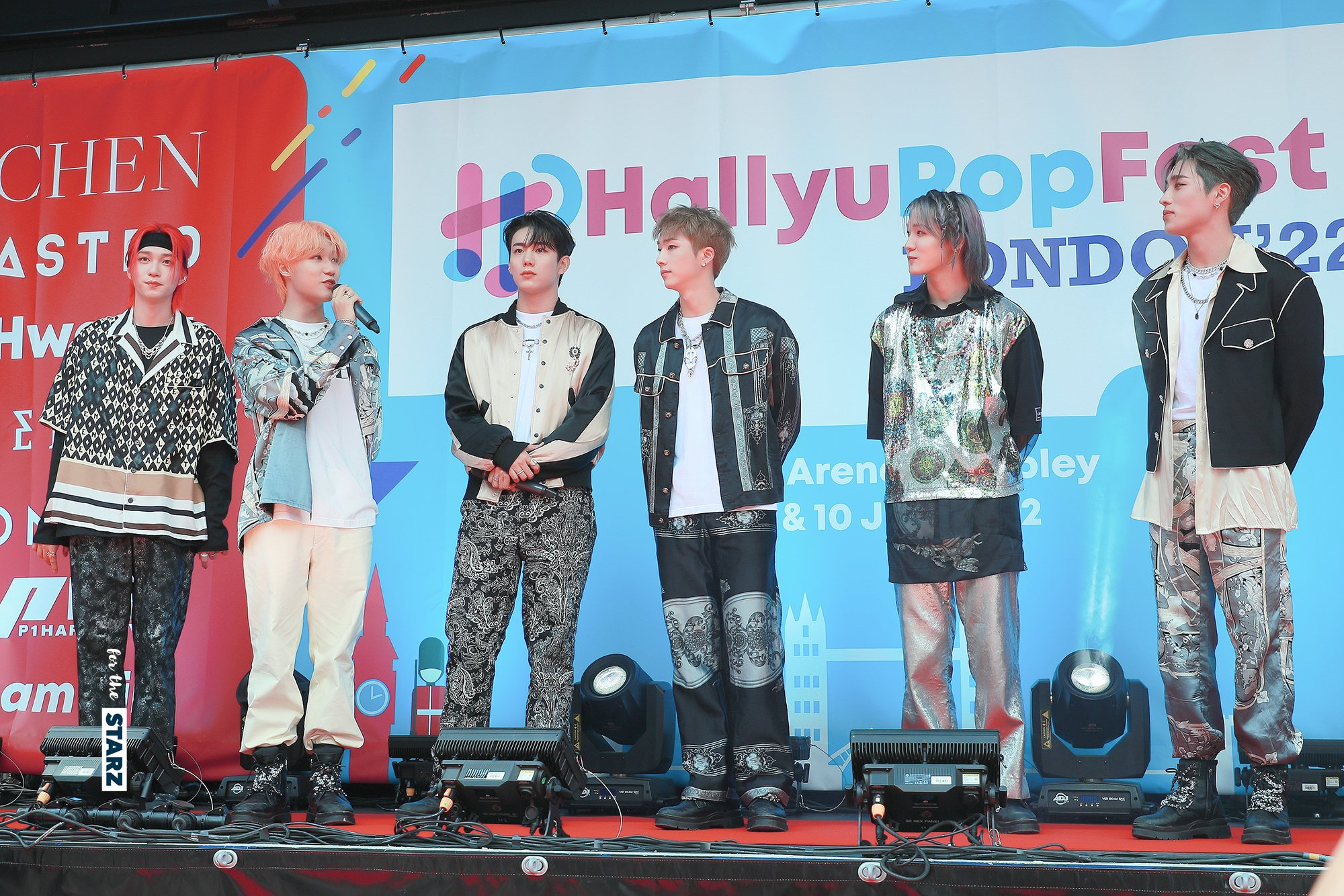
P1Harmony na HallyuPopFest 9 lipca 2022 w Londynie

26 maja grupa wydała digital single „Gotta Bet Back” we współpracy z amerykańską artystką Pink Sweat$.
20 lipca grupa wydała swój czwarty minialbum Harmony: Zero In i jego główny singiel „Doom Du Doom”.
30 listopada grupa wydała swój piąty minialbum Harmony: Set In i jego główny singiel „Back Down”.

### 2023:Harmony: All In
14 stycznia 2023 roku grupa wyruszyła w drugą trasę koncertową 2023 P1Harmony Live Tour [P1ustage H: P1oneer].
21 kwietnia grupa wydała digital single „Super Chic” we współpracy z brytyjskim trio popowym New Hope Club.
8 czerwca grupa wydała swój szósty minialbum Harmony: All In i jego główny singiel „Jump”.
8 listopada grupa wydała digital single "Fall in Love Again" we współpracy z amerykańskim producentem muzyczym Trickym Stewartem.

### 2024:Killin' It
9 stycznia 2024 roku ogłoszono, że w lutym grupa wyda swój pierwszy album. 5 lutego grupa wydała swój pierwszy album Killin' It i jego główny singiel o tym samym tytule.

## Członkowie
| Pseudonim   | Pseudonim | Prawdziwe imię              | Narodowość                 | Data urodzenia      | Pozycje                   |
| Latynizacja | Hangul    | Prawdziwe imię              | Narodowość                 | Data urodzenia      | Pozycje                   |
| ----------- | --------- | --------------------------- | -------------------------- | ------------------- | ------------------------- |
| Keeho       | 기호      | Yoon Keeho (kor. 윤기호)    | Korea Południowa           | 27 września 2001    | lider, wokalista          |
| Theo        | 테오      | Choi Taeyang (kor. 최태양)  | Korea Południowa           | 1 lipca 2001        | wokalista                 |
| Jiung       | 지웅      | Choi Jiung (kor. 최지웅)    | Korea Południowa           | 7 października 2001 | raper, wokalista, tancerz |
| Intak       | 인탁      | Hwang In Tak (kor. 황인탁)  | Korea Południowa           | 31 sierpnia 2003    | raper, tancerz            |
| Soul        | 소울      | Haku Shota (jap. 白翔太)    | Japonia · Korea Południowa | 1 lutego 2005       | raper, tancerz            |
| Jongseob    | 종섭      | Kim Jong Seob (kor. 김종섭) | Korea Południowa           | 19 listopada 2005   | raper, tancerz, maknae    |

## Dyskografia

### Albumy studyjne
| Rok  | Dane dot. albumu                                                                                             | Najwyższa pozycja | Sprzedaż        |
| Rok  | Dane dot. albumu                                                                                             | KOR               | Sprzedaż        |
| ---- | --- | ----------------- | --------------- |
| 2024 | Killin' It - Wydany: 5 lutego 2024 - Wytwórnia: FNC Entertainment - Formaty: CD, digital download, streaming | 1                 | - KOR: 192 467+ |

### Minialbumy
| Rok  | Dane dot. albumu | Najwyższa pozycja | Najwyższa pozycja | Najwyższa pozycja | Sprzedaż                      | Certyfikaty     |
| Rok  | Dane dot. albumu | KOR               | US                | US World          | Sprzedaż                      | Certyfikaty     |
| ---- | --- | ----------------- | ----------------- | ----------------- | ----------------------------- | --------------- |
| 2020 | Disharmony: Stand Out - Wydany: 28 października 2020 - Wytwórnia: FNC Entertainment - Formaty: CD, digital download, streaming | 5                 | –                 | –                 | - KOR: 37 913+                | –               |
| 2021 | Disharmony: Break Out - Wydany: 20 kwietnia 2021 - Wytwórnia: FNC Entertainment - Formaty: CD, digital download, streaming     | 6                 | –                 | –                 | - KOR: 67 150+                | –               |
| 2022 | Disharmony: Find Out - Wydany: 3 stycznia 2022 - Wytwórnia: FNC Entertainment - Formaty: CD, digital download, streaming       | 3                 | –                 | –                 | - KOR: 108 362+               | –               |
| 2022 | Harmony: Zero In - Wydany: 20 lipca 2022 - Wytwórnia: FNC Entertainment - Formaty: CD, digital download, streaming             | 3                 | –                 | –                 | - KOR: 110 870+               | –               |
| 2022 | Harmony: Set In - Wydany: 30 listopada 2022 - Wytwórnia: FNC Entertainment - Formaty: CD, digital download, streaming          | 5                 | –                 | 14                | - KOR: 163 065+               | –               |
| 2023 | Harmony: All In - Wydany: 8 czerwca 2023 - Wytwórnia: FNC Entertainment - Formaty: CD, digital download, streaming             | 3                 | 51                | 3                 | - KOR: 272 117+ - US: 15 000+ | - KMCA: Platyna |

### Single
| Rok  | Tytuł                                       | Najwyższa pozycja | Album                 |
| Rok  | Tytuł                                       | US Pop            | Album                 |
| ---- | ------------------------------------------- | ----------------- | --------------------- |
| 2020 | „Siren”                                     | –                 | Disharmony: Stand Out |
| 2020 | „Breakthrough (Full Ver.)” (틀 (Full Ver.)) | –                 | –                     |
| 2021 | „Scared” (겁나니)                           | –                 | Disharmony: Break Out |
| 2022 | „Do It Like This”                           | –                 | Disharmony: Find Out  |
| 2022 | „Gotta Get Back” (z Pink Sweat$)            | –                 | –                     |
| 2022 | „Doom Du Doom” (둠두둠)                     | –                 | Harmony: Zero In      |
| 2022 | „Back Down”                                 | –                 | Harmony: Set In       |
| 2023 | „Super Chic” (z New Hope Club)              | –                 | –                     |
| 2023 | „Jump”                                      | –                 | Harmony: All In       |
| 2023 | „Fall in Love Again”                        | 27                | –                     |
| 2024 | „Killin' It”                                | –                 | Killin' It            |